# Luchtmacht van de Sovjet-Unie

Vlag van de Luchtmacht van de Sovjet-Unie

De Luchtmacht van de Sovjet-Unie (Russisch:Военно-воздушные силы (BBC), getranslitereerd tot Vojenno-vozdoesjnyje sily (VVS)) was de officiële benaming van de luchtmacht van de Sovjet-Unie.

## Geschiedenis
De VVS werd in 1918 opgericht als de "Arbeiders- en Boeren-Luchtvloot"  en was de opvolger van de Russische Keizerlijke Luchtmacht. Nadat het onder het Rode Leger was geplaatst, met de officiële aanduiding VVS in 1930, werd de invloed op vliegtuigontwerpen groter.
Na de oprichting van de Sovjet-Unie werden er vele pogingen gedaan om de vliegtuigproductie te moderniseren en uit te breiden. De binnenlandse vliegtuigproductie steeg significant in het begin van de jaren 1930 en aan het eind van dat decennium werden de I-15 en I-16 jagers en de SB-2, SB-2 BIS en DB-3 bommenwerpers geïntroduceerd.
Tijdens de Spaanse Burgeroorlog namen de Sovjet-toestellen het op tegen de Duitse vliegtuigen. De eerdere successen van de I-16 jager, de eerste in de moderne lay-out, werden overschaduwd door de prestaties van de Messerschmitt Bf 109 die pas laat in oorlog het luchtoverwicht aan de Spaanse Nationalisten bezorgde.

### Tweede Wereldoorlog
Bij het uitbreken van de Tweede Wereldoorlog was de Sovjet-Unie nog niet gereed voor het voeren van oorlog. Stalin zei in 1931 dat de Russische industrie 50 tot 100 jaar achter lag op de Westerse machten. Aan het eind van de oorlog oversteeg de vliegtuigproductie van de Sovjet-Unie die van Duitsland ruim.
In 1939 gebruikte de VVS haar bommenwerpers om Finland aan te vallen in de Winteroorlog, maar de verliezen toegedaan door het relatief kleine Finse Leger toonden de tekortkomingen van de strijdkrachten. Deze tekortkomingen waren mede veroorzaakt door de Grote Zuivering van de jaren 1930.
Operatie Barbarossa, de Duitse invasie in 1941, gaf de Sovjet-Unie weinig tijd deze problemen op te lossen. In de eerste dagen van de strijd verloor de Sovjet-Unie ongeveer 2000 toestellen tegen 35 Duitse, waarvan er 15 niets te maken hadden met de aanval. Net als veel andere geallieerde landen tijdens de Tweede Wereldoorlog kreeg de Sovjet-Unie westerse vliegtuigen (ongeveer 10 procent van de eigen productie) onder de Lend-Lease Act.
Uniek voor de was het gebruik van taran-aanvallen, waarbij jachtvliegtuigen werden ingezet om Duitse bommenwerpers uit de lucht te rammen. Later zouden dit soort aanvallen worden overgenomen door de Japanners met kamikazevluchten

### Koude Oorlog
Tijdens de Koude Oorlog werd de Rode Luchtmacht herbewapend, uitgebreid en werden er modernere doctrines doorgevoerd. Op de piek in de jaren 1980 kon het ongeveer 10.000 vliegtuigen in de strijd in zetten en aan het begin van de jaren 1990 had de Sovjet-Unie een luchtmacht die zo groot was dat het voldeed aan de supermachtstandaard.
Tijdens de Koude Oorlog werd de VVS verdeeld in drie segmenten: langeafstandsluchtvaart (DA), gespitst op de langeafstandsbommenwerpers, Frontale Luchtvaart (FA), voor de operaties op en rond het slagveld, en de Militaire Transport Luchtvaart (VTA), waar alle transportvliegtuigen onder vielen. De Luchtverdedigingsstrijdkrachten (of Voyska PVO) richtte zich op de luchtverdediging en onderscheppingsvliegtuigen en was een aparte en onderscheidende organisatie binnen de Sovjet militaire organisatie.
Op 1 september 1983 schoot de VVS Korean Air-vlucht 007 neer, nadat ze dachten het toestel zich illegaal in het Sovjetluchtruim bevond en dat het een spionagevliegtuig was.
De Russische Marine heeft haar eigen onafhankelijke luchtmacht, de Aviatsiya Voenno Morskogo Flota of AV-MF.

#### Jagerprogramma's van 1980
In de jaren 1980 bevestigde de Sovjet-Unie de ontwikkeling van de Advanced Tactical Fighter in de Verenigde Staten en begon aan een equivalente jager om haar positie als supermacht te kunnen waarborgen.
Er werden twee programma's opgestart, waarvan er een direct verband hield met het Amerikaanse Advanced Tactical Fighter programma, wat uiteindelijk leidde tot de F-22 Raptor en YF-23. Dit toestel kreeg de aanduiding MFI.
Als reactie op het Amerikaanse X-32/F-35 project, begonnen de Russen met het LFI-programma waaruit een jager zou moeten voortkomen die zich kon meten met de X-32/F-35 met één motor, maar zonder multi-inzetbaarheid.
Later zou Rusland de aanduiding veranderen in LFS, waardoor het toch een multi-inzetbaar toestel zou worden, met de nadruk op grondaanvallen. Tijdens de jaren 1990 werd LFS project gestaakt en ging verder met MFI, maar wel met minder geld. Recentelijk is de PAK FA gepland, als opvolger voor de Su-27 en MiG-29. Soechoj heeft in 2002 de laatste Soechoj PAK FA gewonnen.

### Val van de Sovjet-Unie
Na de val van de Sovjet-Unie in december 1991 werd al het materieel en personeel van de Sovjet VVS verdeeld onder de nieuwe staten. Rusland kreeg het grootste gedeelte, ongeveer 40% van de vliegtuigen en 65% van de manschappen, wat de basis vormde voor de nieuwe Russische Luchtmacht.

## Inventaris in 1987
165 strategische bommenwerpers150 Tu-95 Bear
15 M-4 Bison
550 middelgrote bommenwerpers155 Tu-22M Backfire
260 Tu-16 Badger
135 Tu-22 Blinder
2780 jachtvliegtuigen490 MiG-21 Fishbed
1570 MiG-23 Flogger
105 MiG-25 Foxbat
260 Su-15 Flagon
20 Tu-128 Fiddler
20 Yak-28 Firebar
275 MiG-29 Fulcrum
30 MiG-31 Foxhound
10 Su-27 Flanker
2835 aanvalsvliegtuigen130 MiG-21 Fishbed
830 MiG-27 Flogger
895 Su-7/Su-17 Fitter
770 Su-24 Fencer
210 Su-25 Frogfoot
50 tankers30 M-4 Bison
20 Tu-16 Badger
658 tactische verkenning en ECM vliegtuigen65 MiG-21 Fishbed
195 MiG-25 Foxbat
165 Su-17 Fitter
65 Su-24 Fencer
195 Yak-28 Brewer
260 strategische verkenning en ECM aircraft115 Tu-16 Badger
15 Tu-22 Blinder
4 Tu-95 Bear
102 Yak-28 Brewer
24 MiG-25 Foxbat
3050 helikopters
1500 trainers en trainingshelikopters
576 transportvliegtuigen55 An-22 Cock
210 An-12 Cub
310 Il-76 Candid
2935 civiele en andere transportvliegtuigen, meestal van Aeroflot die eenvoudig om te bouwen zijn.